# نيكاندر
نيكاندر هو شاعر وطبيب ونحوي يوناني عاش في القرن الثاني قبل الميلاد وولد في كلاروس قرب كولوفون، حيث توارثت عائلته كهنوتية أبولو، وبرز تحت حكم أتالوس الثالث ملك بيرغاموم، ثم كتب العديد من الأعمال نثرا وشعرا ولقيت اثنان منها الشهرة قديما، وأولها ثيرياكا وهي قصيدة من تفاعيل سداسية من 958 بيتا حول طبيعة الحيوانات السامة والجروح التي تسببها، أما الأخرى فتدعى أليكسيفارماكا تحتوي على 630 بيت تتعامل مع السموم وأمصالها.
تبع نيكاندر في حقائقه منهج أبولودوروس، ومن أعماله الضائعة أيتوليكا وهي عن تاريخ أيتوليا، وعمل هيتيرويومينا وهي ملحمة أسطورية استعملها أوفيد في كتابه ميتامورفوسيس ولخصها أنطونيوس ليبراليس وكذلك كتب جورجيكا وميلوسورجيكا والتي بقيت منها شذرات مهمة يقال ان فرجيل قام بمحاكاتها.
أعمال نيكاندر مجدها شيشرون وحاكاها أوفيد واستشهد بها بليني كثيرا وكذلك فعل كتاب آخرون، لكن سمعته لم تنصف على نحو ملائم كما يبدو، فبلوتارخ يقول أنه لا عمله ينم للشعر بصلة سوى الوزن، وأسلوبه متكلف ومبهم، لكنها تحوي معلومات مهمة حول معتقدات القدماء حول المواضيع المطروحة.

## روابط خارجية
- نيكاندر على موقع الموسوعة البريطانية (الإنجليزية)
- نيكاندر على موقع إن إن دي بي (الإنجليزية)